# Iniciativa Estratégica de Defesa

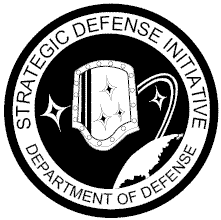
Logotipo.

A Iniciativa Estratégica de Defesa (do  inglês: Strategic Defense Initiative, SDI), informalmente conhecido como Star Wars, é o programa militar estadunidense proposto pelo Presidente Ronald Reagan, para construir um sistema defensivo de armas espaciais capazes de impedir um ataque nuclear contra o território dos Estados Unidos.

## História
O programa foi lançado oficialmente em 1983, no auge das tensões que marcaram a II Guerra Fria entre EUA e URSS, durante os anos 1980.

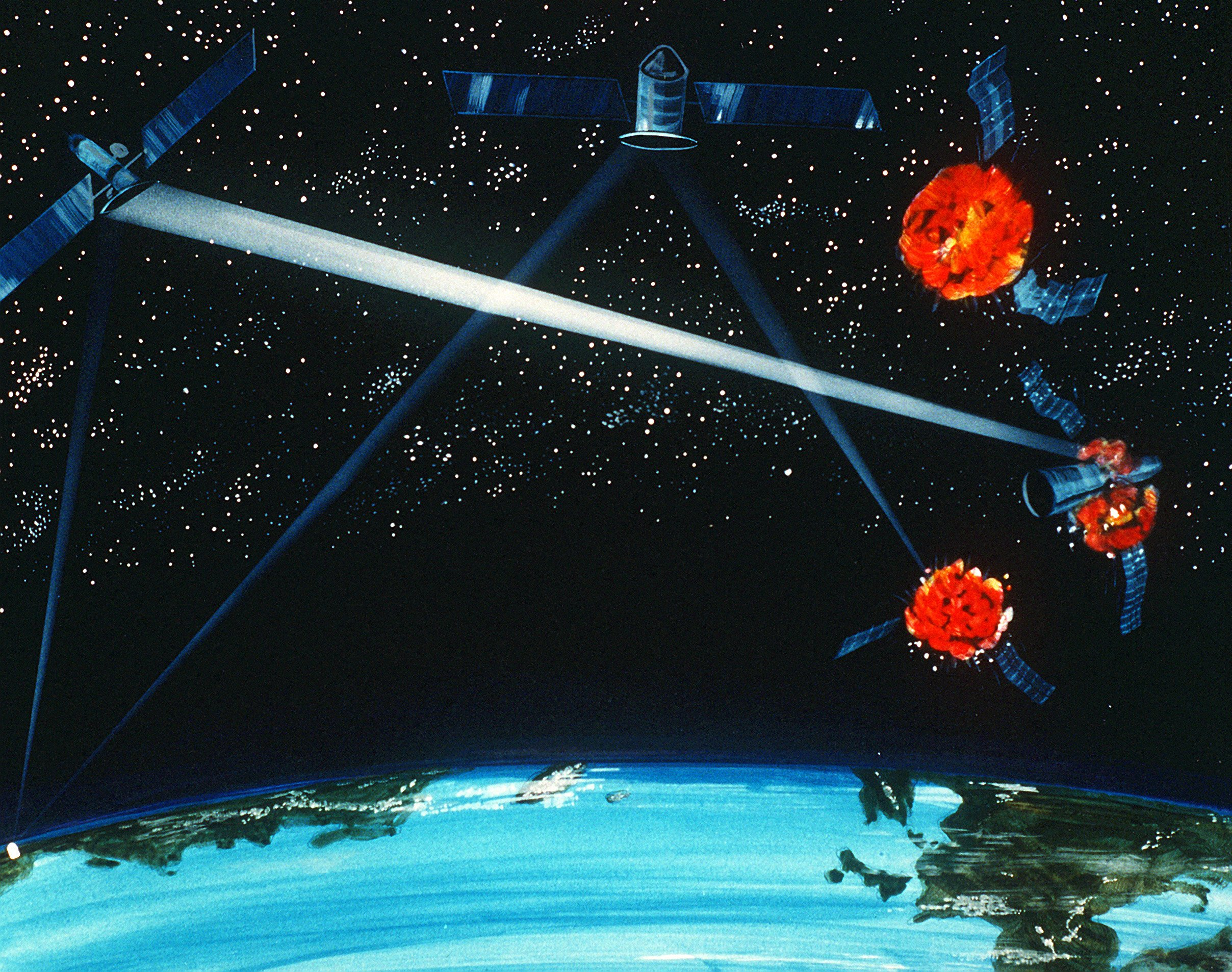
Representação artística de uma arma de energia dirigida baseada no espaço, 1984.

Este projeto consistia em um conjunto de sistemas de radares de longo alcance instalados em terra, combinados com sistemas de mísseis antibalísticos e uma complexa rede de satélites artificiais, que incluiria desde sistemas de localização e rastreamento de mísseis balísticos, até sistemas com capacidade bélica múltipla ofensiva-defensiva, como Armas de energia dirigida e armas cinéticas, capazes de destruir mísseis balísticos no auge de sua trajetória, quando estão no espaço.
O SDI previa transformar esta rede de sistemas antimísseis balísticos em um verdadeiro "escudo espacial", munido de armamentos capazes de interceptar, a partir do espaço, quaisquer mísseis balísticos lançados contra o território dos Estados Unidos.
A ideia, considerada mirabolante por parte da opinião pública, teria um custo de 100 a 200 bilhões de dólares e levaria ao menos duas décadas para ser finalizado.
O objetivo estratégico deste projeto era dar aos Estados Unidos o monopólio do poder espacial, acabando com a capacidade soviética de atacar o território americano com seus mísseis balísticos intercontinentais munidos de armas nucleares, ou seja, estabelecendo o "monopólio nuclear" efetivo nas mãos dos Estados Unidos. Isto acabaria com o equilíbrio nuclear existente na Guerra Fria, conhecido como MAD (Destruição mútua assegurada).
O MAD era baseado na ideia de que nenhuma das duas superpotências começaria uma guerra nuclear devido ao medo de que seu território também fosse atacado e destruído por armas nucleares. Durante toda a Guerra Fria, as duas superpotências sempre tiveram medo de que se lançasse um grande ataque nuclear devastador contra o adversário, mesmo destruindo parte do arsenal nuclear do inimigo, este poderia responder com outro ataque nuclear, pois teria diferentes tipos de sistemas de lançamento de armas nucleares que poderiam ser mantidos intactos (como mísseis balísticos estocados em depósitos subterrâneos blindados, mísseis balísticos móveis transportados em caminhões ou trens e submarinos nucleares lançadores de mísseis balísticos). Assim, estes sistemas poderiam sobreviver ao primeiro ataque e ser utilizados para contra-atacar. Isto significa que a posse de um grande arsenal nuclear e de meios efetivos de lançar armas nucleares após um ataque nuclear (capacidade de segundo ataque), teria poder dissuasório (ver: dissuasão) contra qualquer iniciativa de lançar um primeiro ataque nuclear.

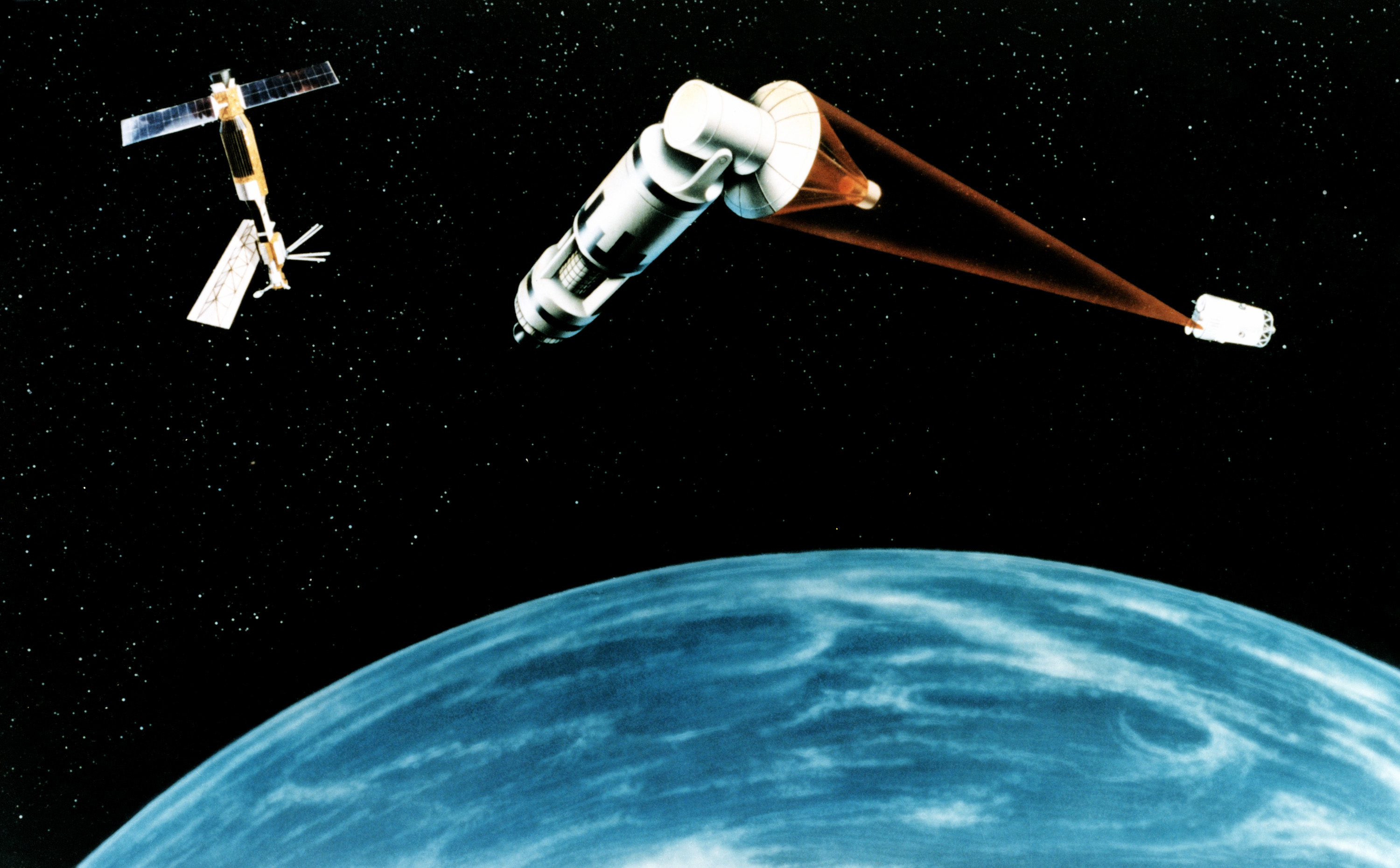
Representação artística de uma arma a laser baseada em um satélite espacial que faria parte da rede de satélites deste tipo para compor o SDI "Guerra nas Estrelas".

Caso os Estados Unidos tivessem sucesso em construir este sistema, teriam simultaneamente o monopólio do poder espacial e o monopólio nuclear. Mesmo que não tivesse o monopólio nuclear, na pior das hipóteses, teria a "primazia nuclear", o que poderia permitir lançar um ataque nuclear massivo contra a União Soviética, sem o medo de receber qualquer retaliação do mesmo nível (um contra-ataque nuclear).
Para fazer frente à ameaça representada por este projeto, a União Soviética lançou-se em uma nova e dispendiosa corrida espacial com os EUA, que incluiu o desenvolvimento de uma nova série de foguetes espaciais e mísseis balísticos intercontinentais, incluindo um ônibus espacial, o Buran. O auge da resposta soviética foi o lançamento ao espaço da Polyus, uma nave espacial não-tripulada, guiada por laser, armada com ogivas nucleares que poderiam ser lançadas diretamente do espaço contra alvos em terra ou no espaço mesmo. A Polyus foi lançada ao espaço em 1987 pelo foguete Energia e derrubada logo em seguida, não se sabe ao certo se por acidente, ou de forma planejada, pelos partidários do fim da Guerra Fria e da corrida armamentista com os Estados Unidos, que se mostrava muito custosa para a URSS.
O programa "guerra nas estrelas" foi um produto da fase final da Guerra Fria travada entre os EUA e a antiga URSS, podendo ser entendido, também, sob o ponto de vista da política interna dos EUA, como um projeto tipicamente neoconservador, defendido pelo Partido Republicano dos Estados Unidos. Nos anos 2000 este programa foi reativado pelo Governo Bush, sob o nome de "Escudo antimísseis", desta vez mais focado em sistemas de defesa antimísseis balísticos localizados em terra do que necessariamente no espaço. O programa gerou grandes polêmicas com a Rússia e a China e acabou sendo parcialmente paralisado na gestão do Presidente Barack Obama.